# Polyalthia monocarpioides
Polyalthia monocarpioides este o specie de plante din genul Polyalthia, familia Annonaceae, descrisă de Ian Mark Turner. Conform Catalogue of Life specia Polyalthia monocarpioides nu are subspecii cunoscute.